# گمینا ویلگا
گمینا ویلگا (به لهستانی:  Gmina Wilga) یک گمینا در لهستان است که در شهرستان گاروولین واقع شده‌است. گمینا ویلگا ۱۱۹٫۱۳ کیلومتر مربع مساحت و ۵٬۲۶۲ نفر جمعیت دارد.